# Бекаури, Лаша
Лаша Бекаури (груз. ლაშა ბექაური; род. 26 июля 2000, Архилоскало, Цителцкаройский район, Грузия) — грузинский дзюдоист, двукратный олимпийский чемпион в категории до 90 кг (2020 и 2024), чемпион мира 2025 года, серебряный призёр летней Универсиады 2019 года в Неаполе, победитель чемпионата Европы 2021 года в Лиссабоне. Призёр чемпионатов мира 2022 и 2023 годов. Чемпион и призёр первенств Грузии среди кадетов, чемпион Европы и мира среди кадетов, чемпион Европы и мира среди юниоров, призёр этапов Кубка Европы.
Выступает в средней весовой категории (до 90 кг).

## Биография
Лаша Бекаури родился 26 июля 2000 года в Тбилиси.
Крёстным отцом Лаши Бекаури является Зураб Звиадаури, олимпийский чемпион по дзюдо.

## Карьера
В 2018 году выступил на чемпионате мира среди юниоров в Нассау, где в категории до 90 килограммов в ранге чемпиона мира среди кадетов дошёл до полуфинала, где победил двумя вадза-ари серба Дарко Браснйовича. В финале он встретился с японцем Сансиро Мурао и на 39-й секунде поединка одержал победу броском на иппон, принеся Грузии первое золото чемпионата.
На летней Универсиаде в Неаполе в весовой категории до 90 килограммов Бекаури завоевал серебряную медаль, уступив в финале австрийцу Йоханнесу Пахеру. В 2019 году Лаша Бекаури был признан Международной федерацией дзюдо «новичком года», а также защитил титул чемпиона мира среди юниоров на турнире в Марракеше, где также завоевал бронзу в командном турнире. Бекаури принял участие на турнире Мастерс в Циндао, где завоевал золото.
На чемпионате Европы 2021 года в Лиссабоне Бекаури стал чемпионом, победив в финале своего соотечественника Беку Гвиниашвили. На чемпионате мира в Будапеште в составе смешанной команды занял седьмое место. На турнире Мастерс в Дохе завоевал бронзовую медаль.
Олимпийские игры в Токио стали для Бекаури первыми в карьере. В категории до 90 килограммов он в первом раунде встретился с поляком Пётром Кучерой и победил его броском на иппон. Таким же образом он выиграл следующие два поединка против израильтянина Ли Кохмана и узбекского дзюдоиста Давлата Бобонова. В полуфинале против россиянина Михаила Игольникова грузинский спортсмен одержал победу по вадза-ари, и таким же образом победил в финале против немца Эдуарда Триппеля, став олимпийским чемпионом. Золото для Грузии стало первым на Олимпиаде в Японии.
На чемпионате мира 2023 года, который состоялся в Дохе, грузинский спортсмен завоевал серебряную медаль. В финале он не сумел победить своего соотечественника Луку Майсурадзе.
На летних Олимпийских играх 2024 года в Париже Лаша завоевал золотую медаль, одолев в финальной схватке японского спортсмена Сансиро Мурао.
В июне 2025 года на чемпионате мира в Будапеште в командном первенстве команда Грузии завоевала золотые медали, победив спортсменов из Южной Кореи.

## Награды
- Орден Победы имени Святого Георгия (2024 год)[10]